# Aristida riograndensis
Aristida riograndensis är en gräsart som beskrevs av B.M.A.Severo och I.I.Boldrini. Aristida riograndensis ingår i släktet Aristida och familjen gräs. Inga underarter finns listade i Catalogue of Life.